# 京都先端科学大学附属みどりの丘幼稚園
京都先端科学大学附属みどりの丘幼稚園（きょうとせんたんかがくだいがくふぞくみどりのおかようちえん）は、京都府乙訓郡大山崎町に所在する私立幼稚園。

## 教育方針
- 勉強は教えず、生徒の個性を遊びで伸ばす

## 園の行事
- 4月 始業式/入園式　/園のつどい
- 5月 こどもの日のつどい/体操で遊ぼう/創立記念日のつどい
- 6月 プール開き
- 7月 たなばたなど
- 8月 夏祭りなど
- 9月 始業式/園外保育など

- 10月 運動会など
- 11月 バザー/体操で遊ぼう/など
- 12月 クリスマス会
- 1月 生活発表会など
- 2月 生活発表会など
- 3月 卒園式など

## 著名人
- 宇佐美貴史（サッカー選手）
- 山下健二郎（ダンサー・俳優）

## 園歌
- 作詞・京都学園大学理事長
- 作曲・不明

## 交通
- JR東海道線長岡京駅下車
- 阪急京都線西山天王山駅下車